# Copa de Brasil de waterpolo femenino
La Copa de Brasil de waterpolo femenino es la segunda competición más importante de waterpolo femenino entre clubes brasileños.

## Historial
Estos son los ganadores de Copa:
- 2011: Clube de Regatas do Flamengo
- 2010: Esporte Clube Pinheiros
- 2009: Esporte Clube Pinheiros[1]
- 2006: Esporte Clube Pinheiros
- 2007: Esporte Clube Pinheiros
- 2006: Esporte Clube Pinheiros
- 2005: Esporte Clube Pinheiros
- 2004: Esporte Clube Pinheiros
- 2003: Esporte Clube Pinheiros
- 2002: Esporte Clube Pinheiros